# Aeropuerto Internacional Ingeniero Aeronáutico Ambrosio Taravella
El Aeropuerto Internacional de Córdoba Ingeniero Aeronáutico Ambrosio Taravella (FAA: CBA; IATA: COR; OACI: SACO) es un aeropuerto ubicado en la ciudad de Córdoba, capital de la provincia homónima, en la República Argentina.
El aeropuerto se encuentra ubicado a 11,5 km del centro de la ciudad de Córdoba y cuenta con una terminal de pasajeros de 19 000 m² aproximadamente, la cual posee capacidad para atender 2,4 millones de pasajeros por año. Fue inaugurado como aeropuerto nacional en 1949 e internacionalizado en 1975.
Luego de la regionalización del Aeroparque Jorge Newbery, se reposiciona como el tercer aeropuerto más importante en vuelos internacionales de Argentina, detrás del Aeropuerto Internacional de Ezeiza y de la mencionada aeroestación porteña. En lo que respecta a vuelos nacionales es el segundo aeropuerto en importancia a nivel nacional.
En este aeropuerto tiene sede la Sección de Aviación de Ejército 141 de la 2.ª División de Ejército del Ejército Argentino.
El aeropuerto sirve como alternativa al Aeropuerto Internacional de Ezeiza cuando no está disponible para las naves de mayor porte.

## Tráfico y estadísticas

### Número de pasajeros
En la tabla siguiente se detalla el número de pasajeros en Córdoba, según datos del Organismo Regulador del Sistema Nacional de Aeropuertos y la Administración Nacional de Aviación Civil (ANAC). Desde 2018, comenzó un achicamiento sustancial de las operaciones del hub Córdoba, afectadas por la devaluación del peso que golpeó con fuerza la rentabilidad de las aerolíneas, algunas de las cuales ya anunciaron su retiro de la plaza esto se profundizo durante la pandemia de covid19 .

### Rutas con mayor tráfico

#### Nacionales
| Puesto 2023 | Variación 2022-2023 | Aeropuerto                                                     | Ciudad                  | 2014    | 2015    | 2016      | 2017      | 2018      | 2019      | 2020    | 2021    | 2022    | 2023      | 2024 ENE-MAY | Variación (%) 2022-2023 | Aerolíneas |
| ----------- | ------------------- | -------------------------------------------------------------- | ----------------------- | ------- | ------- | --------- | --------- | --------- | --------- | ------- | ------- | ------- | --------- | ------------ | ----------------------- | --- |
| 1           | Sin cambios         | Aeroparque Jorge Newbery                                       | Ciudad de Buenos Aires  | 888 881 | 975 678 | 1 011 111 | 1 201 827 | 1 245 983 | 1 340 980 | 226 231 | 383 859 | 966 504 | 1 268 939 | 474 906      | 31,29                   | Aerolíneas Argentinas, Andes Líneas Aéreas (finalizó en agosto de 2019), Austral Líneas Aéreas, LATAM Argentina (finalizó en junio de 2020), Norwegian Air Argentina |
| 2           | Sin cambios         | Aeropuerto Internacional Teniente Luis Candelaria              | San Carlos de Bariloche | 16 888  | 24 322  | 36 750    | 44 878    | 88 520    | 128 785   | 25 955  | 75 414  | 174 069 | 188 026   | 70 607       | 8,02                    | Aerolíneas Argentinas, Austral Líneas Aéreas, Flybondi, JetSMART Argentina                                                                                           |
| 3           | 3                   | Aeropuerto Internacional Ministro Pistarini                    | Ezeiza                  | 75 873  | 91 173  | 133 081   | 152 112   | 167 443   | 225 478   | 77 413  | 95 422  | 56 962  | 168 177   | 75 260       | 195,24                  | Aerolíneas Argentinas, Austral Líneas Aéreas |
| 4           | Sin cambios         | Aeropuerto Internacional Martín Miguel de Güemes               | Salta                   | 30 653  | 41 485  | 48 150    | 33 169    | 70 524    | 97 923    | 143 705 | 23 042  | 87 247  | 157 837   | 54 694       | 80,91                   | Aerolíneas Argentinas, Flybondi, JetSMART Argentina |
| 5           | 2                   | Aeropuerto Internacional Gobernador Francisco Gabrielli        | Mendoza                 | 80 981  | 96 003  | 81 249    | 120 043   | 167 691   | 137 945   | 24 072  | 30 917  | 108 921 | 136 318   | 45 103       | 25,15                   | Austral Líneas Aéreas, Flybondi (finalizó en abril de 2019) |
| 6           | 1                   | Aeropuerto Internacional Presidente Perón                      | Neuquén                 | 160     | 4211    | 6410      | 42 165    | 92 195    | 124 497   | 23 251  | 25 341  | 84 975  | 120 534   | 47 610       | 41,85                   | Aerolíneas Argentinas, Flybondi, JetSMART Argentina (finalizó en septiembre de 2019)                                                                                 |
| 7           | Sin cambios         | Aeropuerto Internacional de Puerto Iguazú                      | Puerto Iguazú           | 1071    | 557     | 8844      | 41 664    | 74 700    | 100 978   | 27 746  | 13 968  | 46 701  | 62 989    | 24 088       | 34,88                   | Austral Líneas Aéreas, Flybondi, JetSMART Argentina |
| 8           | Sin cambios         | Aeropuerto Internacional Malvinas Argentinas                   | Ushuaia                 | 0       | 32      | 15 912    | 43 056    | 39 842    | 46 326    | 15 892  | 5 845   | 35 168  | 52 311    | 22 731       | 48,75                   | Austral Líneas Aéreas |
| 9           | 3                   | Aeropuerto Internacional Gobernador Horacio Guzmán             | San Salvador de Jujuy   | 30 340  | 29 763  | 31 714    | 35 877    | 61 250    | 53 234    | 7 544   | 10 554  | 31 797  | 44 425    | 16 531       | 39,71                   | Austral Líneas Aéreas |
| 10          | 1                   | Aeropuerto Internacional Teniente Benjamín Matienzo            | San Miguel de Tucumán   | 79      | 18 809  | 23 170    | 24 512    | 67 570    | 73 385    | 13 032  | 7 475   | 33 509  | 42 833    | 19 149       | 27,83                   | Aerolíneas Argentinas, JetSMART Argentina (finalizó en septiembre de 2019)                                                                                           |
| 11          | 1                   | Aeropuerto Internacional General Enrique Mosconi               | Comodoro Rivadavia      | 15      | 54      | 138       | 49 851    | 75 358    | 67 190    | 12 223  | 224     | 33 208  | 40 952    | 16 906       | 23,32                   | Aerolíneas Argentinas, Austral Líneas Aéreas |
| 12          | 1                   | Aeropuerto Internacional de El Calafate                        | El Calafate             | 0       | 18 763  | 19 882    | 15 230    | 17 318    | 16 376    | 5 339   | 5 700   | 32 364  | 37 935    | 14 545       | 17,21                   | Austral Líneas Aéreas |
| 13          | 3                   | Aeropuerto Internacional Libertador General José de San Martín | Posadas                 | 8       | 84      | 23        | 535       | 28 300    | 23 485    | 3 264   | 5       | 11 706  | 27 101    | 7 529        | 131,51                  | Austral Líneas Aéreas |
| 14          | Sin cambios         | Aeropuerto Internacional Astor Piazzolla                       | Mar del Plata           | 49      | 39      | 10 485    | 10 984    | 20 466    | 33 922    | 11 681  | 3 143   | 22 880  | 26 209    | 12 172       | 14,55                   | Austral Líneas Aéreas |
| 15          | Sin cambios         | Aeropuerto Almirante Marcos A. Zar                             | Trelew                  | 186     | 0       | 5         | 11 402    | 11 815    | 12 901    | 4 013   | 17      | 19 062  | 24 958    | 4 008        | 30,93                   | Aerolíneas Argentinas, Austral Líneas Aéreas |
| 16          | 3                   | Aeropuerto Internacional de Resistencia                        | Resistencia             | 181     | 27      | 7 932     | 33 038    | 37 821    | 33 953    | 4 351   | 152     | 27 359  | 23 695    | 9 743        | 13,39                   | Austral Líneas Aéreas |
| 17          | Sin cambios         | Aeropuerto El Palomar                                          | El Palomar              | N/D     | N/D     | N/D       | N/D       | 104 174   | 157 381   | 42 958  | 0       | 0       | 0         | 0            | Sin cambios             | Flybondi, JetSMART Argentina |
| 18          | Sin cambios         | Aeropuerto Internacional Doctor Fernando Piragine Niveyro      | Corrientes              | 0       | 0       | 0         | 0         | 4143      | 8449      | 0       | 0       | 0       | 0         | 0            | Sin cambios             | Flybondi (finalizó en mayo de 2019) |
| 19          | Sin cambios         | Aeropuerto Comandante Espora                                   | Bahía Blanca            | s/d     | s/d     | s/d       | 85        | 8652      | s/d       | s/d     | 0       | 0       | 0         | 0            | Sin cambios             | Austral Líneas Aéreas (finalizó en agosto de 2018) |
| 20          | Ingreso 2019        | Base Aérea de Monte Agradable                                  | Puerto Argentino        | s/d     | s/d     | s/d       | s/d       | s/d       | 81        | 0       | 0       | 0       | 0         | 0            | Sin cambios             | LATAM Brasil |

#### Internacionales
| Puesto 2024 | Variación 2023-2024 | Aeropuerto                                          | Ciudad                  | 2014    | 2015    | 2016    | 2017    | 2018    | 2019    | 2020   | 2021  | 2022   | 2023    | 2024    | 2025 ENE-JUN | Variación (%) 2023-2024 | Aerolíneas |
| ----------- | ------------------- | --------------------------------------------------- | ----------------------- | ------- | ------- | ------- | ------- | ------- | ------- | ------ | ----- | ------ | ------- | ------- | ------------ | ----------------------- | --- |
| 1           | Sin cambios         | Aeropuerto Internacional de Tocumen                 | Panamá                  | 99 431  | 98 435  | 100 203 | 108 260 | 169 950 | 110 484 | 21 209 | 6 683 | 85 791 | 139 169 | 196 331 | 109 632      | 41,07                   | Copa Airlines |
| 2           | Sin cambios         | Aeropuerto Internacional Arturo Merino Benítez      | Santiago de Chile       | 164 615 | 136 486 | 187 042 | 322 157 | 283 023 | 189 319 | 33 861 | 6 408 | 72 248 | 98 118  | 103 869 | 67 003       | 5,86                    | Austral Líneas Aéreas (finalizó en julio de 2018), LATAM Argentina (finalizó en junio de 2020), LATAM Chile, Sky Airlines (finalizó en marzo de 2019), JetSmart (finalizó en marzo de 2019) |
| 3           | Sin cambios         | Aeropuerto Internacional Jorge Chávez               | Lima                    | 108 680 | 111 751 | 114 420 | 137 267 | 125 168 | 111 629 | 21 647 | 4 761 | 49 710 | 76 339  | 97 992  | 43 145       | 28,36                   | LATAM Perú |
| 4           | Sin cambios         | Aeropuerto Adolfo Suárez Madrid-Barajas             | Madrid                  | 0       | 0       | 2147    | 52 412  | 68 334  | 58 030  | 10 900 | 0     | 75 495 | 49 641  | 89 359  | 45 848       | s/d                     | Air Europa (hasta el 15 de julio de 2025 era vía Aeropuerto Internacional Silvio Pettirossi)                                                                                                |
| 5           | Sin cambios         | Aeropuerto Internacional Antônio Carlos Jobim       | Río de Janeiro          | 2380    | 34 446  | 76 943  | 102 403 | 93 123  | 99 522  | 34 769 | 0     | 15 110 | 43 857  | 79 172  | 27 861       | 80,50                   | Aerolíneas Argentinas, Gol Linhas Aéreas |
| 6           | Sin cambios         | Aeropuerto Internacional de São Paulo-Guarulhos     | São Paulo               | 96 577  | 141 455 | 134 535 | 130 754 | 111 585 | 66 095  | 11 086 | 0     | 16 389 | 43 967  | 14 902  | 11 241       | 66,11                   | LATAM Argentina , LATAM Brasil |
| 7           | Sin cambios         | Aeropuerto Internacional Hercílio Luz               | Florianópolis           | 3235    | 1493    | 4054    | 7669    | 12 292  | 9270    | 4 928  | s/d   | 5 197  | 5 652   | 9 939   | 18 019       | 75,85                   | Aerolíneas Argentinas, Austral Líneas Aéreas, Andes Líneas Aéreas (finalizó en marzo de 2018) , Gol Linhas Aéreas (finalizó en febrero de 2019)                                             |
| 8           | Sin cambios         | Aeropuerto Internacional Silvio Pettirossi          | Asunción                | 0       | 0       | 2147    | 52 412  | 68 334  | 58 030  | 10 900 | 0     | 75 495 | 49 641  | 9 339   | 6 244        | 81,19                   | Air Europa(finalizó el 15 de julio de 2023), Paranair, (comenzó en marzo de 2024) |
| 9           | 4                   | Aeropuerto Internacional de Punta Cana              | Punta Cana              | 0       | 0       | 0       | 0       | 5 164   | 5 627   | 0      | 0     | 0      | 0       | 7 949   | 21 484       | reingreso 2024          | Aerolíneas Argentinas |
| 10          | Sin cambios         | Aeropuerto de Punta del Este                        | Punta del Este          | 0       | 0       | 1485    | 4518    | 6229    | 8544    | 2 296  | 0     | 0      | 15      | 157     | 0            | 946.67                  | Aerolíneas Argentinas, Austral Líneas Aéreas, Flybondi (finalizó en marzo de 2019) |
| 11          | Sin cambios         | Aeropuerto Internacional Zumbi dos Palmares         | Maceió                  | 0       | 0       | 0       | 3167    | 4644    | 0       | 0      | 0     | 0      | 0       | 0       | 5 201        | Sin cambios             | Andes Líneas Aéreas (finalizó en julio de 2018) Flybondi (entre enero y abril de 2025) |
| 12          | Sin cambios         | Aeropuerto Internacional de Salvador                | Salvador de Bahía       | 2341    | 0       | 2382    | 21 355  | 19 538  | 12 667  | 2 755  | 0     | 0      | 0       | 0       | 3 498        | Sin cambios             | Aerolíneas Argentinas, Gol Linhas Aéreas |
| 13          | Sin cambios         | Aeropuerto de Porto Seguro                          | Porto Seguro            | 3654    | 0       | 6352    | 15 156  | 5003    | 4171    | 0      | 0     | 0      | 0       | 0       | 3 396        | Sin cambios             | Aerolíneas Argentinas |
| 14          | Sin cambios         | Aeropuerto de Recife                                | Recife                  | 1378    | 0       | 0       | 0       | 13 573  | 15 780  | 3 092  | 0     | 0      | 0       | 0       | 3 272        | Sin cambios             | Azul Linhas Aéreas Brasileiras, Gol Linhas Aéreas (finalizó en febrero de 2018) (reinicio en abril de 2025)                                                                                 |
| 15          | Sin cambios         | Aeropuerto Internacional El Dorado                  | Bogotá                  | 0       | 0       | 0       | 0       | 0       | 0       | 0      | 0     | 0      | 0       | 0       | 1 438        | Sin cambios             | Avianca Ecuador "(inicio en junio de 2025) |
| 16          | Sin cambios         | Aeropuerto Internacional de Miami                   | Miami                   | s/d     | 20 749  | 17 335  | s/d     | s/d     | 38 443  | 0      | 0     | 0      | 0       | 0       | 0            | Sin cambios             | American Airlines "(finalizó en mayo de 2020) |
| 17          | Sin cambios         | Aeropuerto Internacional Salgado Filho              | Porto Alegre            | 0       | 0       | 0       | 0       | 18 266  | 8154    | 0      | 0     | 0      | 0       | 0       | 0            | Sin cambios             | Azul Linhas Aéreas Brasileiras (finalizó en marzo de 2019) |
| 18          | Sin cambios         | Aeródromo La Florida                                | La Serena               | 0       | 0       | 0       | 0       | 140     | 1910    | 0      | 0     | 0      | 0       | 0       | 0            | Sin cambios             | Jetsmart (finalizó en marzo de 2019) |
| 19          | Sin cambios         | Aeropuerto Internacional Pinto Martins              | Fortaleza               | 0       | 0       | 0       | 0       | 489     | 1478    | 0      | 0     | 0      | 0       | 0       | 0            | Sin cambios             | Gol Linhas Aéreas (finalizó en marzo de 2019) |
| 20          | Sin cambios         | Aeropuerto Internacional Presidente Juan Bosch      | Samaná                  | 0       | 0       | 0       | 3919    | 9694    | 0       | 0      | 0     | 0      | 0       | 0       | 0            | Sin cambios             | Andes Líneas Aéreas |
| 21          | Sin cambios         | Aeropuerto Internacional de Carrasco                | Montevideo              | 0       | 0       | 0       | 3119    | 4211    | 0       | 0      | 0     | 0      | 0       | 0       | 0            | Sin cambios             | Amaszonas Uruguay (finalizó en agosto de 2018) |
| 22          | Sin cambios         | Aeropuerto Internacional de Cabo Frío               | Cabo Frío               | 0       | 0       | 0       | 1563    | 4052    | 0       | 0      | 0     | 0      | 0       | 0       | 0            | Sin cambios             | Andes Líneas Aéreas (finalizó en abril de 2018) |
| 23          | Sin cambios         | Aeropuerto Internacional del Caribe Santiago Mariño | Porlamar                | 0       | 0       | 0       | 0       | 3780    | 0       | 0      | 0     | 0      | 0       | 0       | 0            | Sin cambios             | Andes Líneas Aéreas (finalizó en marzo de 2018) |
| 24          | Sin cambios         | Aeropuerto Internacional Viru Viru                  | Santa Cruz de la Sierra | 0       | 0       | 40      | 519     | 3451    | 0       | 0      | 0     | 0      | 0       | 0       | 0            | Sin cambios             | Amaszonas (finalizó en julio de 2018) |

### Cuota de mercado
| Ranquin | Aerolíneas               | Pasajeros | Cuota   |
| ------- | ------------------------ | --------- | ------- |
| 1       | Aerolíneas Argentinas    | 1 768 773 | 50,60 % |
| 2       | LATAM Group              | 633 288   | 18,10 % |
| 3       | Flybondi                 | 298 769   | 8,70 %  |
| 4       | Norwegian Air Argentina  | 297 196   | 8,50 %  |
| 5       | JetSMART Argentina/Chile | 119 540   | 3,40 %  |
| 6       | Copa Airlines            | 110 310   | 3,20 %  |
| 7       | GOL                      | 89 573    | 2,60 %  |
| 8       | Air Europa               | 57 803    | 1,70 %  |
| 9       | Andes Líneas Aéreas      | 41 047    | 1,20 %  |
| 10      | American Airlines        | 38 677    | 1,10 %  |
| 11      | AZUL                     | 24 807    | 0,70 %  |
| 12      | Sky Airline              | 6380      | 0,20 %  |

## Medios de transporte desde y hacia el aeropuerto

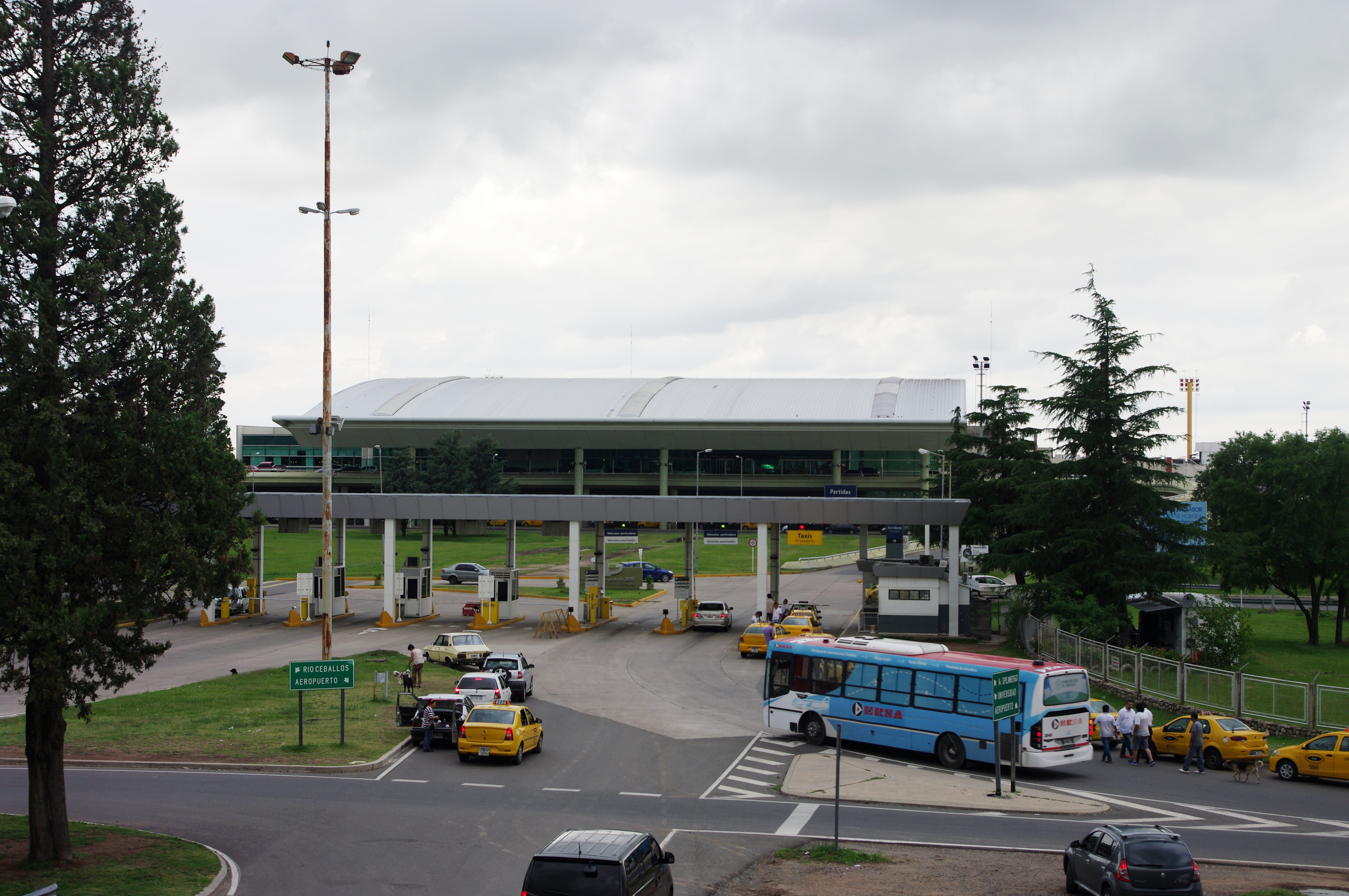
Taxis y un colectivo de «Ersa» entrando al aeropuerto con el fondo de la terminal

- Colectivos:
  - Aerobus:[8] servicio urbano diferencial que une al Aeropuerto con la Terminal de Ómnibus de la ciudad. Operado por TAMSE. Tiene una frecuencia[9] de una hora y una duración de 45 minutos. El costo es de cuatro veces el valor del boleto urbano. Se puede abonar con tarjeta Red Bus y con tarjeta Cordobesa Débito.
  - Línea urbana 25 con parada frente a las puertas de ingreso del edificio.
  - Línea urbana 21 y líneas interurbanas de las empresas Intercordoba, Fono Bus, Eder, entre otros. Todos con parada fuera del predio.
- Taxis: Municipalidad de Córdoba.
- Remises: Transfer Express.
- Micros: Transfer Express.
- Distancia al centro de la ciudad: 11,5 km.
- Servicios de telefonía:
  - Teléfonos públicos.
  - Cabinas en locutorios.
  - Internet.

## Remodelación y ampliación
A mediados de 2006, la administradora de la terminal Ambrosio Taravella (y la mayor parte de los aeropuertos del país) Aeropuertos Argentina 2000, invirtió 50 millones de pesos para modernizarlo. Se duplicó la capacidad, para recibir un tráfico anual de 2 400 000 personas (que antes era de 1 100 000), y se llevó a 19 000 m² la superficie total del aeropuerto (que antes era de 9500 m²), además de equiparlo con tecnología de última generación para brindar mayor seguridad y servicios a los usuarios.
En la primera década del siglo XXI el flujo de pasajeros se incrementó; en el año 2012 fue de 1 523 107; Aerolíneas Argentinas incrementó sus vuelos diarios hacia el Aeroparque Jorge Newbery y sumó a los destinos Ezeiza, Mendoza, San Carlos de Bariloche, Puerto Iguazú y Salta, la ciudad de Córdoba se consolida como el hub aéreo más importante del interior del país desde donde —además— operan LATAM Airlines a (Santiago de Chile), LATAM Perú a (Lima), Copa Airlines a Panamá, Gol Linhas Aéreas a (Río de Janeiro y São Paulo), Sky Airlines (Chile) y Air Europa (España).
En enero del 2011, se presentó el plan de obras para el Aeropuerto Internacional Ing. Ambrosio Taravella, con una inversión total de 80 millones de pesos. El gobernador Schiaretti se refirió al plan de obras como «una muy buena noticia para Córdoba, ya que nuestra provincia es la segunda puerta de entrada a nuestro país y el aeropuerto es la carta de presentación de los cordobeses». Y agregó: «Aeropuertos Argentina 2000 dirige esta enorme inversión precisamente en este sentido. El objetivo de la iniciativa de AA2000 es lograr un aeropuerto más confortable y moderno para los viajeros, tanto de vuelos nacionales como internacionales. Además, se demolerán y reconfigurarán todas las áreas del edificio original». Durante su presentación, Marcelo Minoliti de AA2000 indicó: «El plan de obras contempla la renovación en forma global de la terminal de pasajeros, la modernización y ampliación de su arquitectura, sus equipamientos e instalaciones y una remodelación total de las fachadas. Las obras están pensadas para materializar renovados y mejores espacios para recibir al creciente tráfico turístico de este aeropuerto de gran importancia a nivel nacional».Ese mismo año el gobierno nacional concluye las obras de repavimentación de la pista principal para garantizarle una vida útil de 20 años y aumentar la capacidad del aeropuerto para recibir más vuelos.
La nueva terminal cuenta con seis gates: cuatro operan con mangas y dos de forma remota.
La obra se llevó a cabo en una superficie total de 12 000 m². Se reconstruyeron 2200 m² de las instalaciones. Se amplió el perímetro del edificio y se ubican nuevos puentes de embarque. También se construyen nuevas oficinas y fueron reconfigurados 5800 m² de superficie de plataforma. El aeropuerto actualmente tiene para una capacidad de albergar a 2 400 000 personas.
En octubre de 2015, fueron inauguradas nuevas instalaciones y sistemas de radares, y una nueva torre de Control del Aeropuerto con una inversión de 40 millones de pesos. la inversión de 40 millones contó con el financiamiento del ORSNA y equipamiento del Ministerio de Defensa; y la ampliación y remodelación de la terminal de pasajeros, inversión de 300 millones de pesos. La obra fue financiada con dinero del fideicomiso de Fortalecimiento del Sistema Nacional de Aeropuertos, lanzado durante la presidencia de Cristina Fernández. Siendo un edificio de 34 m de altura (13 más que el anterior) y 814 m² cubiertos, en los que se instalaron equipos de tecnología de última generación. El Aeropuerto generó un impacto económico en la zona por más de 4079 millones de pesos, y la creación de 11 939 empleos entre directos e indirectos en el año 2013, según el informe del Organismo Regulador del Sistema Nacional de Aeropuertos (ORSNA).Por ejemplo una ampliación de la terminal, cantidad de puertas de embarque, calles de rodaje, mangas, ampliación del estacionamiento de automóviles, hangares, refacciones en la pista, nuevo sistema ILS, etc.
Actualmente, la superficie es:
- Sala de embarque
  - 1300 m² internacional.
  - 1500 m² vuelos nacionales.
- Salas de retiro de equipaje
  - 1100 m² internacional con la incorporación de dos nuevas cintas.
  - 1000 m² vuelos nacionales con la incorporación de tres nuevas cintas.
  - 740 m² en las áreas de control de migraciones para arribos y partidas.
  - 350 m² en las áreas de control de seguridad para internacional y nacional.
  - 450 m² en el área de control de aduanas.

En octubre de 2018, se anunciaron nuevas obras que finalmente  comenzarían a realizarse en el año 2021.

## Aerolíneas y destinos
| Destinos por aerolíneas | Destinos por aerolíneas |
| Aerolíneas              | Ciudades |
| ----------------------- | --- |
| Aerolineas Argentinas   | Nacionales: Buenos Aires-AEP / Buenos Aires-EZE / Comodoro Rivadavia / Esquel / Mar del Plata / Mendoza / Neuquén / Posadas / Puerto Iguazú / Salta / San Carlos de Bariloche / San Martín de los Andes / San Miguel de Tucumán / San Salvador de Jujuy / Ushuaia Internacionales: Punta Cana / Río de Janeiro |
| Flybondi                | Nacionales: Buenos Aires-AEP / Mendoza / Neuquén / Salta / San Carlos de Bariloche Internacional: Florianópolis / Río de Janeiro (Inician 1 de diciembre del 2025) |
| JetSMART Argentina      | Nacionales: Buenos Aires-AEP / Río de Janeiro / San Carlos de Bariloche |
| Air Europa              | Internacional: Madrid |
| Arajet                  | Internacional: Punta Cana (Inicia 8 de noviembre de 2025) |
| Avianca Ecuador         | Internacional: Bogotá |
| Copa Airlines           | Internacional: Ciudad de Panamá |
| Gol Linhas Aéreas       | Internacionales: Recife / Río de Janeiro / São Paulo |
| LATAM Brasil            | Internacional: São Paulo (Inicia 26 de octubre de 2025) |
| LATAM Chile             | Internacional: Santiago de Chile |
| LATAM Perú              | Internacional: Lima |
| Paranair                | Internacional: Asunción |

### Vuelos Nacionales
Rutas nacionales a agosto de 2025.
| Destinos regulares      | Nombre del aeropuerto                                                        | Aerolíneas                                                         | Aeronave                             | Frecuencias semanales |
| Argentina               | Argentina                                                                    | Argentina                                                          | Argentina                            | Argentina             |
| ----------------------- | ---------------------------------------------------------------------------- | ------------------------------------------------------------------ | ------------------------------------ | --------------------- |
| Buenos Aires            | Aeroparque Jorge Newbery                                                     | Aerolíneas Argentinas / Flybondi / JetSMART Argentina              | E190, B737, B738, B38M / B738 / A320 | 97                    |
| Buenos Aires            | Aeropuerto Internacional Ministro Pistarini                                  | Aerolíneas Argentinas                                              | E190, B737, B738                     | 12                    |
| Comodoro Rivadavia      | Aeropuerto Internacional General Enrique Mosconi                             | Aerolíneas Argentinas                                              | E190, B738                           | 6                     |
| Esquel                  | Aeropuerto Internacional Brigadier General Antonio Parodi                    | Aerolíneas Argentinas (Estacional) (Inicia el 3 de julio del 2025) | B738                                 | 1                     |
| Mar del Plata           | Aeropuerto Internacional Astor Piazzolla                                     | Aerolíneas Argentinas                                              | E190                                 | 2                     |
| Mendoza                 | Aeropuerto Internacional Gobernador Francisco Gabrielli                      | Aerolíneas Argentinas                                              | E190, B738                           | 13                    |
| Neuquén                 | Aeropuerto Internacional Presidente Perón                                    | Aerolíneas Argentinas / Flybondi                                   | E190, B738 / B738                    | 11                    |
| Posadas                 | Aeropuerto Internacional de Posadas Libertador General José de San Martín    | Aerolíneas Argentinas                                              | E190                                 | 3                     |
| Puerto Iguazú           | Aeropuerto Internacional Cataratas del Iguazú Mayor D. Carlos Eduardo Krause | Aerolíneas Argentinas                                              | E190, B738                           | 6                     |
| Salta                   | Aeropuerto Internacional Martín Miguel de Güemes                             | Aerolíneas Argentinas / Flybondi                                   | B738 / B738                          | 11                    |
| San Carlos de Bariloche | Aeropuerto Internacional Teniente Luis Candelaria                            | Aerolíneas Argentinas / Flybondi                                   | B738 / B738                          | 10                    |
| San Martín de los Andes | Aeropuerto Chapelco                                                          | Aerolíneas Argentinas (estacional)                                 | B737                                 | 3                     |
| San Miguel de Tucumán   | Aeropuerto Internacional Teniente Benjamín Matienzo                          | Aerolíneas Argentinas                                              | E190, B738                           | 6                     |
| San Salvador de Jujuy   | Aeropuerto Internacional Gobernador Horacio Guzmán                           | Aerolíneas Argentinas                                              | E190, B738                           | 6                     |
| Ushuaia                 | Aeropuerto Internacional Malvinas Argentinas                                 | Aerolíneas Argentinas                                              | B738, B38M                           | 3                     |

### Destinos Internacionales
Rutas internacionales a agosto de 2025.
| Ciudades por países       | Nombre del aeropuerto                           | Aerolíneas | Aeronave                        | Frecuencias semanales                       |
| Centroamérica y El Caribe | Centroamérica y El Caribe                       | Centroamérica y El Caribe | Centroamérica y El Caribe       | Centroamérica y El Caribe                   |
| ------------------------- | ----------------------------------------------- | --- | ------------------------------- | ------------------------------------------- |
| Panamá                    |                                                 | |                                 |                                             |
| Ciudad de Panamá          | Aeropuerto Internacional de Tocumen             | Copa Airlines | B738, B39M                      | 17                                          |
| República Dominicana      |                                                 | |                                 |                                             |
| Punta Cana                | Aeropuerto Internacional de Punta Cana          | Aerolíneas Argentinas / Arajet (Inicia 8 de noviembre del 2025)                                                                           | B38M / B38M                     | 3 (6 a partir del 8 de noviembre del 2025)  |
| Suramérica                |                                                 | |                                 |                                             |
| Brasil                    |                                                 | |                                 |                                             |
| Florianópolis             | Aeropuerto Internacional Hercílio Luz           | Flybondi (Inicia 1 de diciembre del 2025)                                                                                                 | B738                            | 3                                           |
| Recife                    | Aeropuerto Internacional de Recife              | Gol Linhas Aéreas | B38M                            | 1                                           |
| Río de Janeiro            | Aeropuerto Internacional de Galeão              | Aerolíneas Argentinas / Flybondi (Inicia 1 de diciembre del 2025) / Gol Linhas Aéreas / JetSMART Argentina (Inicia 2 de octubre del 2025) | B738, B38M / B738 / B38M / A320 | 6 (11 a partir del 1 de diciembre del 2025) |
| São Paulo                 | Aeropuerto Internacional de São Paulo-Guarulhos | Gol Linhas Aéreas / LATAM Brasil (Inicia 26 de octubre del 2025)                                                                          | B38M / A320, A321               | 3 (10 a partir del 26 de octubre del 2025)  |
| Chile                     |                                                 | |                                 |                                             |
| Santiago de Chile         | Aeropuerto Internacional Arturo Merino Benítez  | LATAM Chile | A320, A321                      | 10                                          |
| Colombia                  |                                                 | |                                 |                                             |
| Bogotá                    | Aeropuerto Internacional El Dorado              | Avianca Ecuador | A320                            | 3                                           |
| Paraguay                  |                                                 | |                                 |                                             |
| Asunción                  | Aeropuerto Internacional Silvio Pettirossi      | Paranair | CRJ-200                         | 4                                           |
| Perú                      |                                                 | |                                 |                                             |
| Lima                      | Aeropuerto Internacional Jorge Chávez           | LATAM Perú | A319, A320                      | 10                                          |
| Europa                    |                                                 | |                                 |                                             |
| España                    |                                                 | |                                 |                                             |
| Madrid                    | Aeropuerto Adolfo Suárez Madrid-Barajas         | Air Europa | B788, B789                      | 4                                           |